# Den kvindelige sjæls tusmørke
Den kvindelige sjæls tusmørke (russisk: Сумерки женской души, Sumerki Sjenskoj dusji) er en russisk stumfilm fra 1913 af Jevgenij Bauer.
Filmen er den ældste af Bauers film, der er bevaret. Filmen anses som et centralt  værk i tidlig russisk film. Filmen blev genudgivet på DVD i serien Mad Love: The Films of Yevgeni Bauer.

## Handling
Den unge rige kvinde Vera, beslutter, at hun vil hjælpe de fattige. Hun bliver voldtaget af en fattig mand, som hun har prøvet at hjælpe, og hun dræber herefter manden. Vera bliver gift med en rig adelig, og hun fortæller hendes hemmelig til hendes mand, der herefter forlader hende. Vera skaber sig herefter en ny tilværelse som succesfuld skuespillerinde i udlandet. Hendes mand fortryder og beder om tilgivelse, men Vera afviser ham, og siger, at hun ikke længere elsker ham, hvorefter manden begår selvmord.

## Medvirkende
- Nina Tjernova som Vera Dubovskaja
- A. Ugrjumov som Dolskij
- V. Demert som Maksim Petrov
- V. Bryanskij som Vitalij Bryanskij